# Oscar Masotta
Oscar Abelardo Masotta (* 8. Januar 1930 in Buenos Aires; † 13. September 1979 in Barcelona) war ein argentinischer Autor, Psychoanalytiker, Kunstkritiker und Happeningkünstler.

## Leben und Werk
In den 1950er Jahren beteiligte Masotta sich an der von Ismael und David Viñas herausgegebenen literarischen Zeitschrift Contorno. 1960 begann er an den Themen Pop Art und Happening zu arbeiten. Masotta engagierte sich in den 1960er Jahren für das Instituto Di Tella. Ab 1959 war er maßgeblich daran beteiligt, die Theorien von Jacques Lacan im spanischen Sprachraum bekannt zu machen. 1964 gründete Masotta das Centro de Estudios Superiores de Arte an der Universidad de Buenos Aires, an dem er forschte und lehrte. 1966 organisierte er drei Happenings. El helicóptero (The Helicopter), Para inducir el espíritu de la imagen (To Induce the Spirit of the Image), und El mensaje fantasma (The Ghost Message), die Dora García für ein Projekt aufgriff. 1974 verließ er Argentinien. 1979 starb er in Barcelona. 2017 wurden postum mehrere seiner Arbeiten auf der documenta 14 in Kassel ausgestellt.

## Film
- Segunda Vez (2015) von Dora García[4]

## Schriften (Auswahl)
- El Pop-Art, Oscar Masotta, Published by Editorial Columba, 1967
- Happenings, Künstlerbuch von Oscar Masotta, 1966